# Mars Cube One
Mars Cube One (MarCO) és una missió de sobrevol de Mart formada per dos nanonaus que es va llençar el 5 de maig de 2018 juntament amb la sonda InSight.

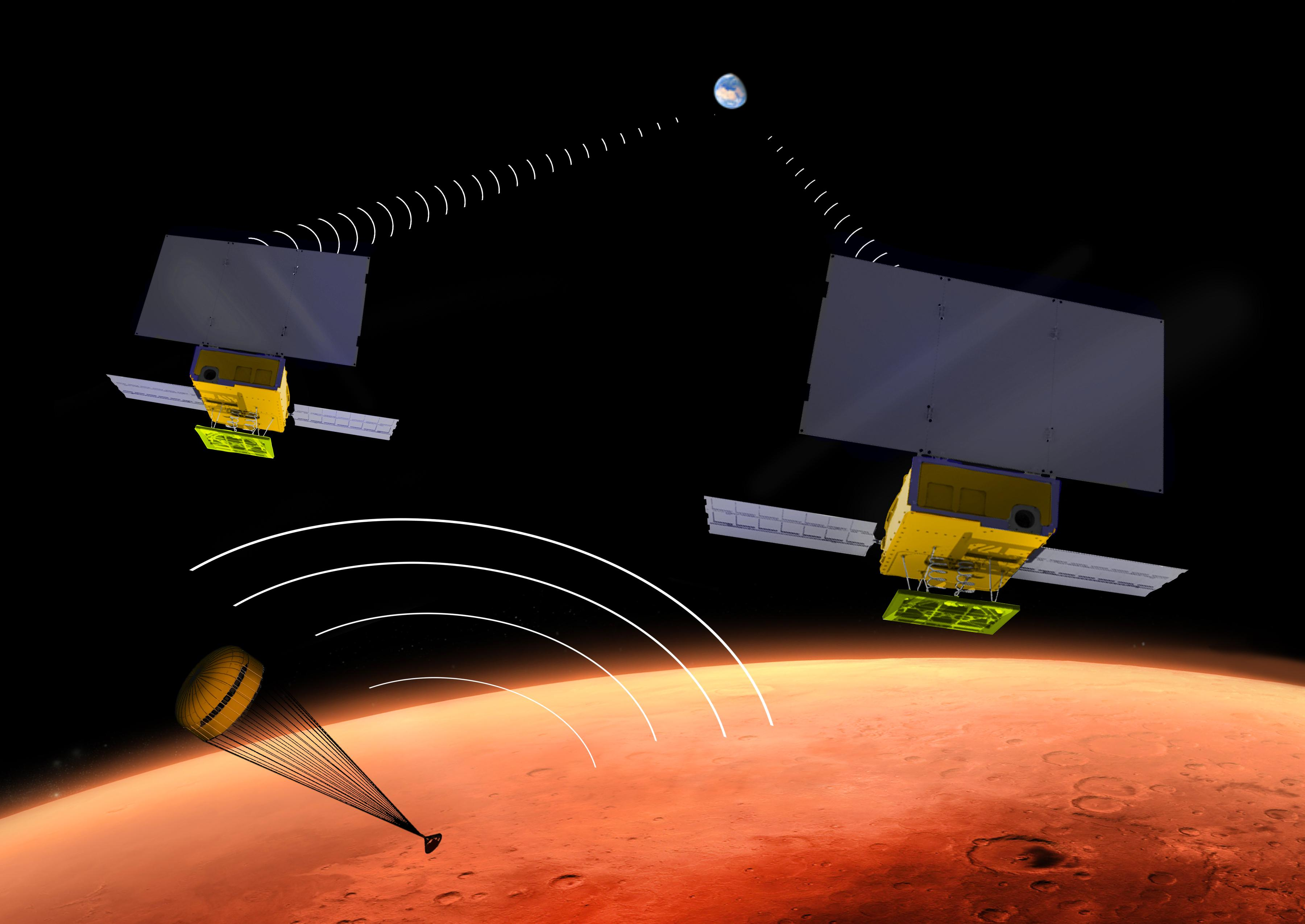
MarCO A i B monitoritzant l'aterratge d'InSight (concepció artística)

És una missió de prova de noves tecnologies de comunicació de ràdio i de navegació miniaturitzades. Van fer de repetidor de ràdio per l'aterrador InSight durant la reentrada atmosfèrica, enviat dades de telemetria quan la InSight estava fora de la línia de visió de la Terra. Aquests cubeSats van ser els primers dissenyats per funcionar fora de l'òrbita de la Terra i, a part de les telecomunicacions, van comprovar la resistència dels cubeSats a l'espai interplanetari.

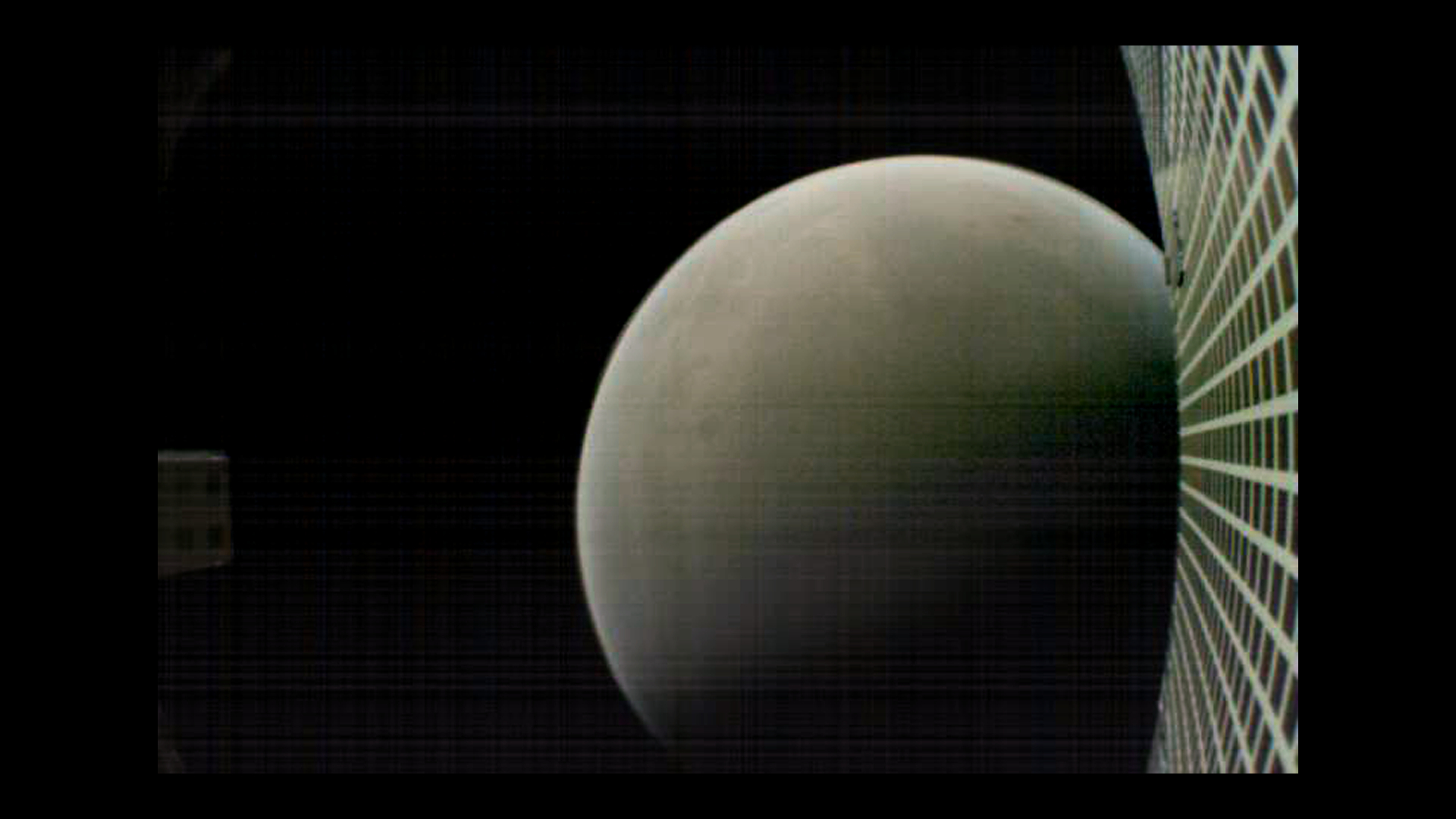
Vista de Mart des del MarCO-B durant el sobrevol del 26 de novembre de 2018.

Van ser construïts pel JPL de la NASA amb una mida de 6 unitats de CubeSat (36,6 x 24,3 x 11,8 cm). Se'n van construir dos models idèntics (MarCO-A i MarCO-B) per redundància amb l'objectiu de fer de retransmissors de comunicacions de l'aterrador InSight durant el seu descens a Mart, tot i que els cubeSats no eren crítics per la missió principal.
Després del seu llançament i ja de camí a Mart els dos nanosatèl·lits es van separar de la sonda InSight i es van mantenir allunyats uns 10.000 km per seguretat. Aquesta distància es va reduir quan totes tres naus van arribar prop de Mart. Els dos cubeSats van sobrevolar Mart a una distància de 3.500 km.